# Teatro della Verzura
Il Teatro della Verzura è uno dei teatri storici di Napoli; è situato nel parco della Villa Floridiana.
La struttura, costruita all'aperto, rappresenta una notevole opera di architettura del paesaggio. Fu costruito da Antonio Niccolini per la nascente villa Floridiana, data in dono da Ferdinando IV, alla morganatica moglie Lucia Migliaccio. La pianta è a forma ellittica; questa, è perfettamente corrispondente a una bassa siepe di bosso e alla doppia gradinata in piperno. Il passaggio degli attori era costituito, invece, da quinte arboree di mirto. Questo teatrino, che costituisce un esempio raro di architettura nel verde, è prettamente in linea con i dettami romantici e pittorici del celebre giardino all'inglese.
Il teatro può contenere almeno 150 spettatori: il palco è grande circa 45 m² (largo e profondo circa 8 metri); mentre la platea è larga e profonda circa 19 metri. La struttura è circondata da valloni e grotte che un tempo ospitavano animali feroci, quali tigri: Lucia Migliaccio aveva infatti un'insolita passione per gli animali esotici. Oggi la struttura risulta essere usata per convegni e attività culturali.